# 周封岐
周封岐（1910年—1997年），中國貴州貴陽市人，歷任貴州戰時中學、 汐止初級中學、臺灣省立花蓮中學、臺灣省立嘉義中學、臺灣省立臺中第一中學、臺灣省立屏東高級中學（今國立屏東高中）、臺北市立復興中學校長。
周封岐之父周秉衡為茅台鎮酒業公司恆興實業公司的創立人之一及副經理。

## 教職員生涯

### 貴州戰時中學
1944年，日軍進攻湖南、廣西、貴州等地。為了收容和救濟來自戰區的失學青年，教育部在貴陽設立「貴州戰時中學」，校址在新橋泰和庄（今貴州省實驗中學所在地）。
儘管籌備倉促，但戰時學校師資極為優良。作為校長的周封岐親自拜訪名師李少恆、蕭家駒、劉敬常、王之權、黃季仁、周正華等到校任教，多名教師出身北京大學、清華大學、西南聯大、中央大學者不勝枚舉。更有畫家孟光濤、王漁父，音樂家王放華、夏星等在校指導。
1946年春，貴州戰時中學交由省辦，更名為「省立貴州中學」，但同年秋當局便以經費緊促為由，強硬要求周封岐限期撤銷學校。在學校危急存亡之際，周封岐的父親周秉衡決意以自家產業銻礦實業公司、貴定捲煙廠以及清鎮酒精廠的資產來支撐學校發展，將學校改制為私立「中山中學」，周封岐任董事長，貴州省主席楊森為名譽董事長。

### 臺灣省立花蓮中學校長（1954年2月－1956年8月）
任內爭取經費充實校舍，興建了一座科學館(目前已拆除，原址改建為藝能大樓)，雖然空間不大，卻為花中科學教育、理科學習奠下根基。
1956年8月調任臺灣省立嘉義中學校長，由許伯超接任。

### 臺灣省立嘉義中學校長（1956年7月－1967年9月）
周氏於1956年7月－1967年9月接掌臺灣省立嘉義中學校長，為戰後第5任校長任期十一年，是任期次久的一位（僅次於戰後第7任劉文華校長），蓋因當時尚無任期限制。
周氏為人海派，與教育廳關係良好。在任期內大興土木，工程不斷，但未能蓋出一幢代表「嘉中特殊風格」的建物。

### 臺灣省立臺中第一中學校長（1967年8月－1969年7月）
1967年8月，由臺灣省立嘉義中學調任臺灣省立臺中第一中學校長，為該校戰後第4任校長。
1968年，周封岐先生兼籌備主任，預備使在台中縣豐原市的翁子分校建校。豐原市各界人士推薦廖忠雄先生等組成促進委員會，協助興建事宜。省政府下令以原台灣省立台中一中翁子分部校址，並增購毗連校區土地，合計5公頃餘，作為校地，進行建校工作。同年4月第一期工程正式發包興建，7月參加台中區高中聯招，錄取新生5班，共250名。8月5日，省立豐原高中正式成立。省令調派省立馬公中學校長鄭繼孟先生為首任校長。
1969年7月調任屏東中學，由段茂廷接掌職位。

### 臺灣省立屏東高級中學校長（1969年8月－1973年7月）
任臺灣戰後時期第7任校長。

### 臺北市立復興中學校長（1973年8月－1978年7月）
周封岐於1973年接掌臺北市立復興中學。任內行政大樓改建完成。中正堂、復興大樓、圖書館、敬業樓完成亦都次第落成。學生宿舍也在任內啟用，為解決遠道學生住宿，提供生活服務，特興建八百人男女學生宿舍各乙棟，總工程費為一千餘萬元。男女同學宿舍分別聳立於校園南北兩邊，設計新穎，每室八人，每人各有一床、一桌、一衣櫃、一檯燈，另有交誼廳、盥洗室皆為現代化設備，並有大專畢業的輔導員細心照顧，晚間並實施課業輔導。